# بتكيرنياوات
البتكيرنياوات (الاسم العلمي: Pitcairnioideae) هي أسرة من النباتات تتبع فصيلة البروميلية من رتبة القبئيات. وتضم 16 جنساً وتتفرع إلى 1030 نوعاً.